# Jaume Sisa
Jaume Sisa Mestres, noto anche con lo pseudonimo di Sisa (Barcellona, 24 settembre 1948), è un cantautore spagnolo di lingua catalana il cui grande successo è stato Qualsevol nit pot sortir el sol dal suo album omonimo, pubblicato nel 1975.
Anche canzoni come Nit de Sant Joan, El setè cel e L'home dibuixat sono molto conosciute e ricordate nell'area linguistica catalana. È anche autore di una desemantizzazione del termine galattico, riferito al contenuto onirico o surreale della sua opera e del lavoro di alcuni cantautori e musicisti contemporanei e successivi a lui. Per questo è conosciuto anche con il soprannome del cantautore galattico.
È una delle principali icone della cultura underground della Barcellona degli anni '70 e '80, insieme a personaggi come Pau Riba, Gato Pérez o Jordi Batiste. Durante la sua carriera ha coltivato molti e diversi stili musicali come musica progressive, rock, folk, musical, copla e bolero. Ha influenzato diverse generazioni successive di musicisti spagnoli come Roger Mas e Joaquin Sabina.
Ha fatto parte del collettivo Grup de Folk, e anche dei gruppi Música Dispersa e Orquestra Plateria. Ha anche collaborato strettamente con la compagnia teatrale spagnola Dagoll Dagom.
Anche se ha scritto la maggior parte del suo lavoro in catalano, si stabilì a Madrid per 10 anni, dove adottò l'eteronimo Ricardo Solfa. Durante questo periodo ha pubblicato 4 album in spagnolo.